# KNN Idiomas
KNN Idiomas, ou simplesmente KNN, é uma rede de franquias de idiomas brasileira. Foi fundada no ano de 2012 por Reginaldo Boeira. A sede da KNN fica localizada em Balneário Camboriú, Santa Catarina.
Oferece cursos de inglês, espanhol, alemão, francês e italiano.

## Prêmios e certificações
- Prêmio Melhores Franquias do Brasil 2019 (Pequenas Empresas & Grandes Negócios)[5]
- Prêmio Melhores Franquias do Brasil 2020 (Pequenas Empresas & Grandes Negócios)[6]
- Prêmio Melhores Franquias do Brasil 2024[7]
- Selo de Excelência em Franchising 2020 (Associação Brasileira de Franchising)[8] O selo é conferido às marcas que obtiveram a mais alta pontuação na pesquisa feita com os respectivos franqueados. São julgados critérios como suporte e treinamentos, comunicação, custo-benefício da marca, lucratividade e retorno do investimento.
- Selo de Excelência em Franchising 2022[9]
- Selo de Excelência em Franchising 2024[10]
- 50 Maiores Franquias do Brasil 2020 (Associação Brasileira de Franchising)[11]
- 50 Maiores Franquias do Brasil 2021[12]
- 50 Maiores Franquias do Brasil 2023[13]
- 50 Maiores Franquias do Brasil 2024[14]